# 行政區 (日本)

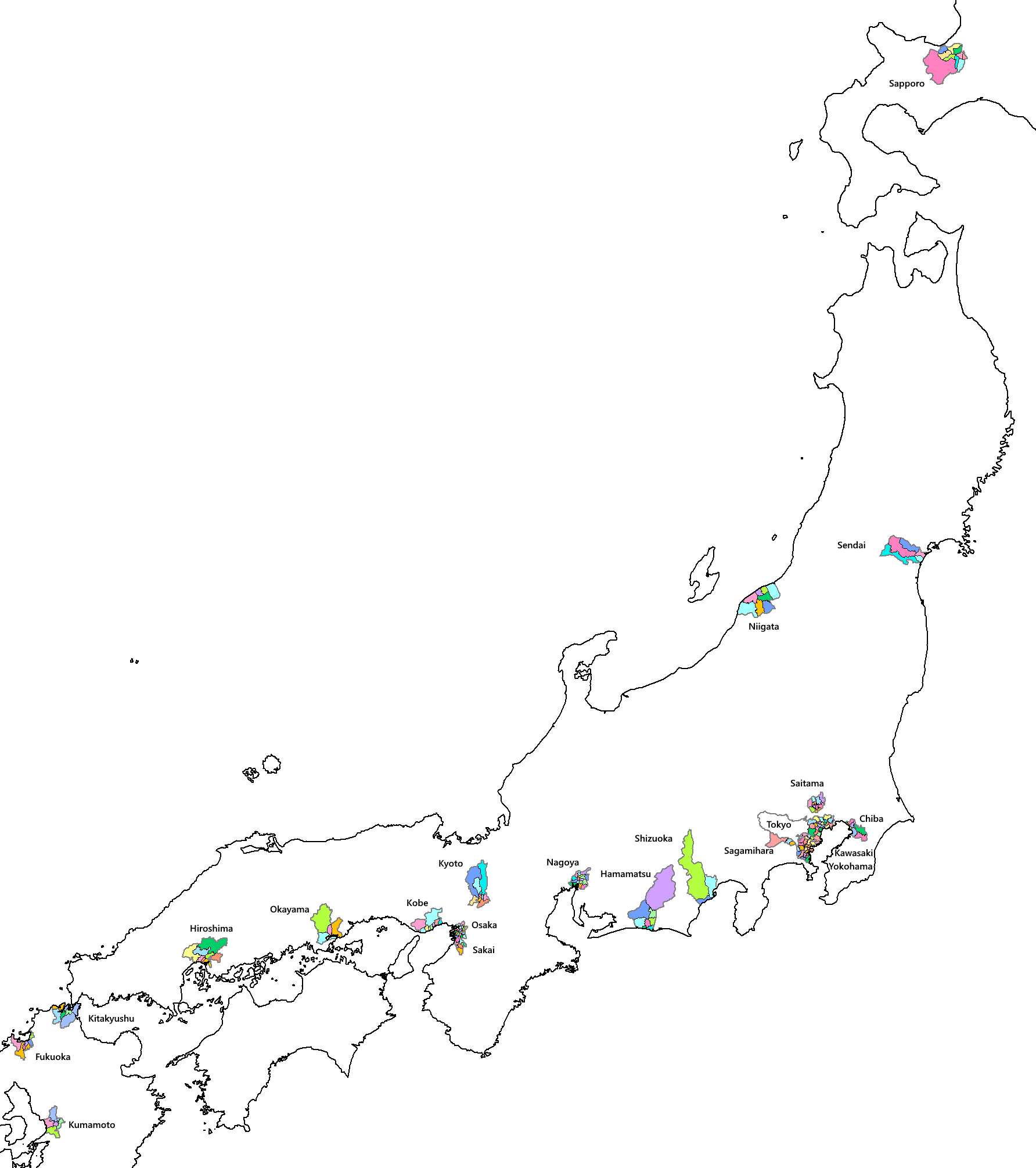
日本的區（市轄區）分布圖，包含政令指定都市的行政區、以及東京都的特別區。

行政區（日语：／ gyōsei ku）是日本政令指定都市的下屬行政區劃單位，係由市政府直接控制的地方實體，因此不是地方自治體，沒有自治權限。他們負責辦理戶籍登記，健康保險和財產稅等行政職能。目前設有171區。

## 行政區一覽
- 大阪市：24區
- 橫濱市：18區
- 名古屋市：16區
- 京都市：11區
- 札幌市、埼玉市：10區
- 神戶市：9區
- 廣島市、新潟市：8區
- 川崎市、堺市、北九州市、福岡市：7區
- 千葉市：6區
- 仙台市、熊本市：5區
- 岡山市：4區
- 相模原市、靜岡市、濱松市：3區

## 已被廢止的行政區一覽
各政令指定都市出於人口增加和市區变更等原因進行了適當的分區或合區。
| 區名     | 所屬           | 廢止日                    | 廃止原因               |
| -------- | -------------- | ------------------------- | ---------------------- |
| 麴町區   | 東京都         | 1947年（昭和22年）4月17日 | 重組為千代田區         |
| 神田區   | 東京都         | 1947年（昭和22年）4月17日 | 重組為千代田區         |
| 日本橋區 | 東京都         | 1947年（昭和22年）4月17日 | 重組為中央區           |
| 京橋區   | 東京都         | 1947年（昭和22年）4月17日 | 重組為中央區           |
| 芝區     | 東京都         | 1947年（昭和22年）4月17日 | 重組為港區             |
| 麻布區   | 東京都         | 1947年（昭和22年）4月17日 | 重組為港區             |
| 赤坂區   | 東京都         | 1947年（昭和22年）4月17日 | 重組為港區             |
| 牛込區   | 東京都         | 1947年（昭和22年）4月17日 | 重組為新宿區           |
| 四谷區   | 東京都         | 1947年（昭和22年）4月17日 | 重組為新宿區           |
| 淀橋區   | 東京都         | 1947年（昭和22年）4月17日 | 重組為新宿區           |
| 小石川區 | 東京都         | 1947年（昭和22年）4月17日 | 重組為文京區           |
| 本鄉區   | 東京都         | 1947年（昭和22年）4月17日 | 重組為文京區           |
| 下谷區   | 東京都         | 1947年（昭和22年）4月17日 | 重組為江東區           |
| 城東區   | 東京都         | 1947年（昭和22年）4月17日 | 重組為江東區           |
| 深川區   | 東京都         | 1947年（昭和22年）4月17日 | 重組為江東區           |
| 淺草區   | 東京都         | 1947年（昭和22年）4月17日 | 重組為台東區           |
| 本所區   | 東京都         | 1947年（昭和22年）4月17日 | 重組為台東區           |
| 目黑區   | 東京都         | 1947年（昭和22年）4月17日 | 重組為目黑區           |
| 荏原區   | 東京都         | 1947年（昭和22年）4月17日 | 重組為品川區           |
| 大森區   | 東京都         | 1947年（昭和22年）4月17日 | 重組為大田區           |
| 蒲田區   | 東京都         | 1947年（昭和22年）4月17日 | 重組為大田區           |
| 世田谷區 | 東京都         | 1947年（昭和22年）4月17日 | 重組為世田谷區         |
| 澀谷區   | 東京都         | 1947年（昭和22年）4月17日 | 重組為澀谷區           |
| 中野區   | 東京都         | 1947年（昭和22年）4月17日 | 重組為中野區           |
| 杉並區   | 東京都         | 1947年（昭和22年）4月17日 | 重組為杉並區           |
| 豐島區   | 東京都         | 1947年（昭和22年）4月17日 | 重組為豐島區           |
| 荒川區   | 東京都         | 1947年（昭和22年）4月17日 | 重組為荒川區           |
| 王子區   | 東京都         | 1947年（昭和22年）4月17日 | 重組為北區             |
| 瀧野川區 | 東京都         | 1947年（昭和22年）4月17日 | 重組為北區             |
| 板橋區   | 東京都         | 1947年（昭和22年）4月17日 | 重組為板橋區           |
| 向島區   | 東京都         | 1947年（昭和22年）4月17日 | 重組為墨田區           |
| 葛飾區   | 東京都         | 1947年（昭和22年）4月17日 | 重組為葛飾區           |
| 江戸川區 | 東京都         | 1947年（昭和22年）4月17日 | 重組為江戸川區         |
| 中區     | 靜岡縣濱松市   | 2024年（令和6年）1月1日   | 重組為中央區           |
| 東區     | 靜岡縣濱松市   | 2024年（令和6年）1月1日   | 重組為中央區           |
| 南區     | 靜岡縣濱松市   | 2024年（令和6年）1月1日   | 重組為中央區           |
| 西區     | 靜岡縣濱松市   | 2024年（令和6年）1月1日   | 重組為中央區           |
| 北區     | 靜岡縣濱松市   | 2024年（令和6年）1月1日   | 重組為濱名區・中央區   |
| 濱北區   | 靜岡縣濱松市   | 2024年（令和6年）1月1日   | 重組為濱名區           |
| 榮區     | 愛知縣名古屋市 | 1944年（昭和19年）11月3日 | 編入中區               |
| 大淀區   | 大阪府大阪市   | 1989年（平成元年）2月13日 | 重組為北區             |
| 東區     | 大阪府大阪市   | 1989年（平成元年）2月13日 | 重組為中央區           |
| 南區     | 大阪府大阪市   | 1989年（平成元年）2月13日 | 重組為中央區           |
| 神戶區   | 兵庫縣神户市   | 1945年（昭和20年）5月1日  | 重組為生田區           |
| 林田區   | 兵庫縣神户市   | 1945年（昭和20年）5月1日  | 重組為長田區           |
| 湊東區   | 兵庫縣神户市   | 1945年（昭和20年）5月1日  | 分為兵庫區・長田區     |
| 湊區     | 兵庫縣神户市   | 1945年（昭和20年）5月1日  | 編入兵庫區             |
| 生田區   | 兵庫縣神户市   | 1980年（昭和55年）12月1日 | 重組為中央區           |
| 葺合區   | 兵庫縣神户市   | 1980年（昭和55年）12月1日 | 重組為中央區           |
| 小倉區   | 福岡縣北九州市 | 1974年（昭和49年）4月1日  | 分為小倉北區・小倉南區 |
| 八幡區   | 福岡縣北九州市 | 1974年（昭和49年）4月1日  | 分為八幡東區・八幡西區 |

## 行政區與特別區的區別
行政區與特別區（東京都區部）雖均通稱為「區」，在制度上是完全不同的行政單位，特別區屬於地方自治體（基層政權），行政區則非。一個大的區別是，行政區的區長不經公選直接由市長選任，而特別區不但區長經公選而出，亦設有議會。此外，「特別區」與市的權限相同（地方自治法第283條），而政令指定都市則與都道府縣的權限幾乎相同。而行政區轉為特別區的成本不小，這也是大阪都構想兩次訴諸公投都被否決的原因之一。

## 外部鏈結
- 農業関連用語収録キーワード一覧 （页面存档备份，存于） - 農林水産省がコトバンクに提供する農林水産業及び農林水産施策情報等の参考とする農業関連用語。